# Lobdeburgtunnel
Lobdeburgtunnel – 600 metrowy tunel w ciągu autostrady A4, w południowej części Jeny, w Niemczech.
Tunel znajduje się bezpośrednio w sąsiedztwie Wiaduktu nad doliną Saal w Jenie, między węzłami drogowymi Jena-Göschwitz i Jena-Zentrum.
Składa się z dwóch rur tunelu, każdy z czterema pasami i szerokości 46,5 m i ma maksymalną wysokością w 18,5 metrów. 
Tunel był budowany od 2003 r. w ramach rozbudowy autostrady A4 do sześciu pasów projektu nr 15 Verkehrsprojekte Deutsche Einheit oraz by odciążyć gęsto zabudowany rejon osiedla Jena-Lobeda.